# Siesta

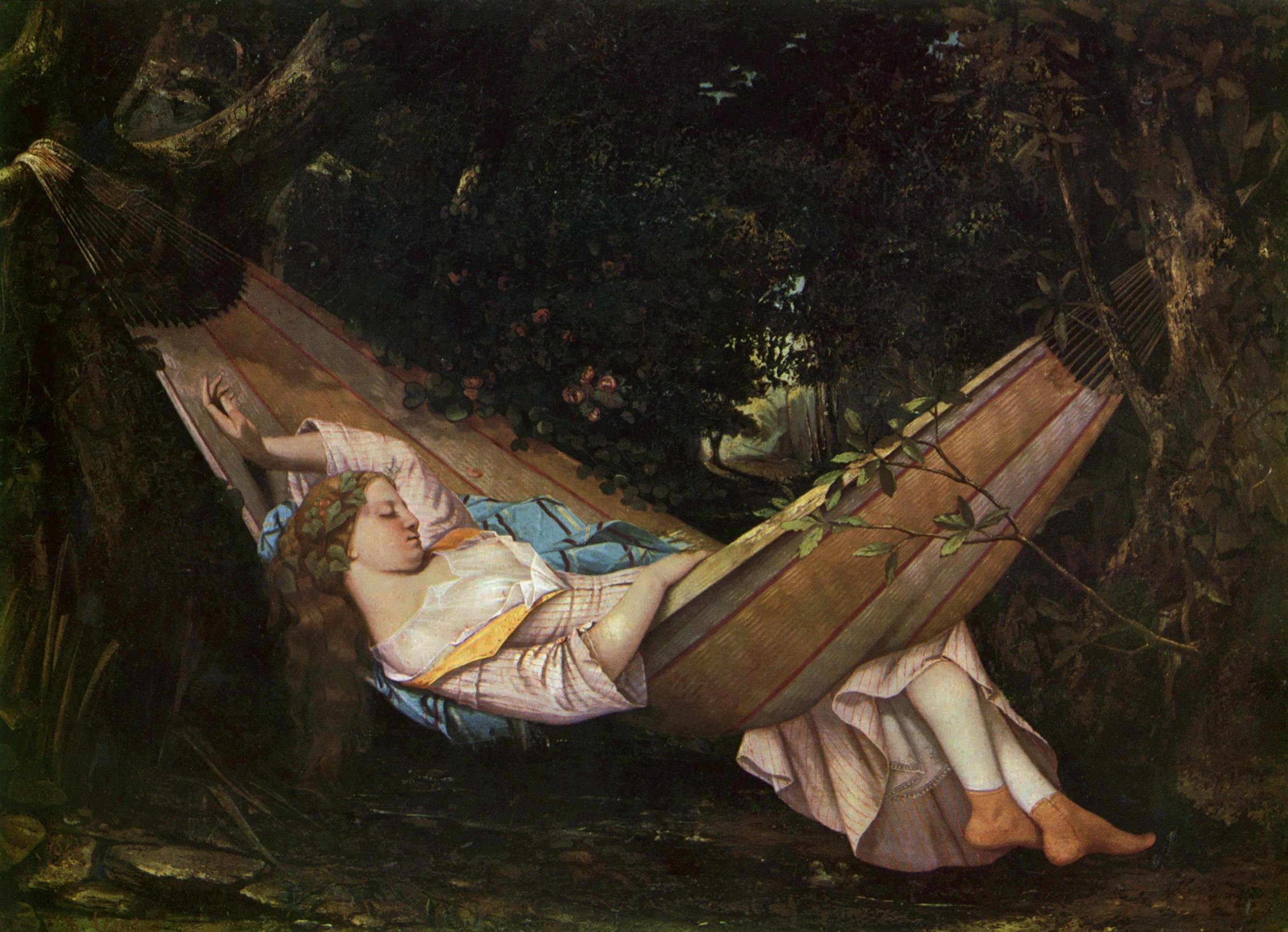
La hamaca (Die Hängematte) de Gustave Courbet (1844).

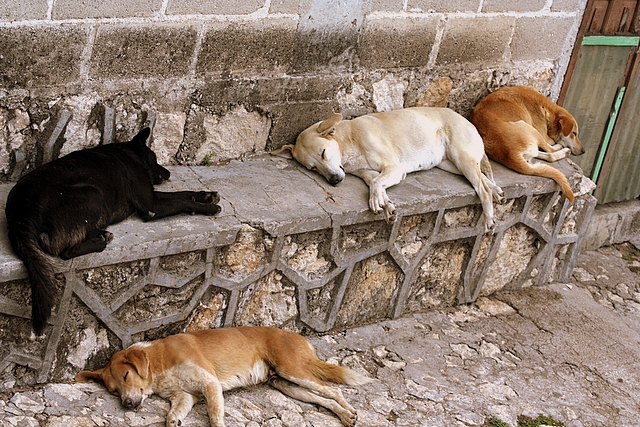
Siesta de perros callejeros en San Cristóbal, Chiapas.

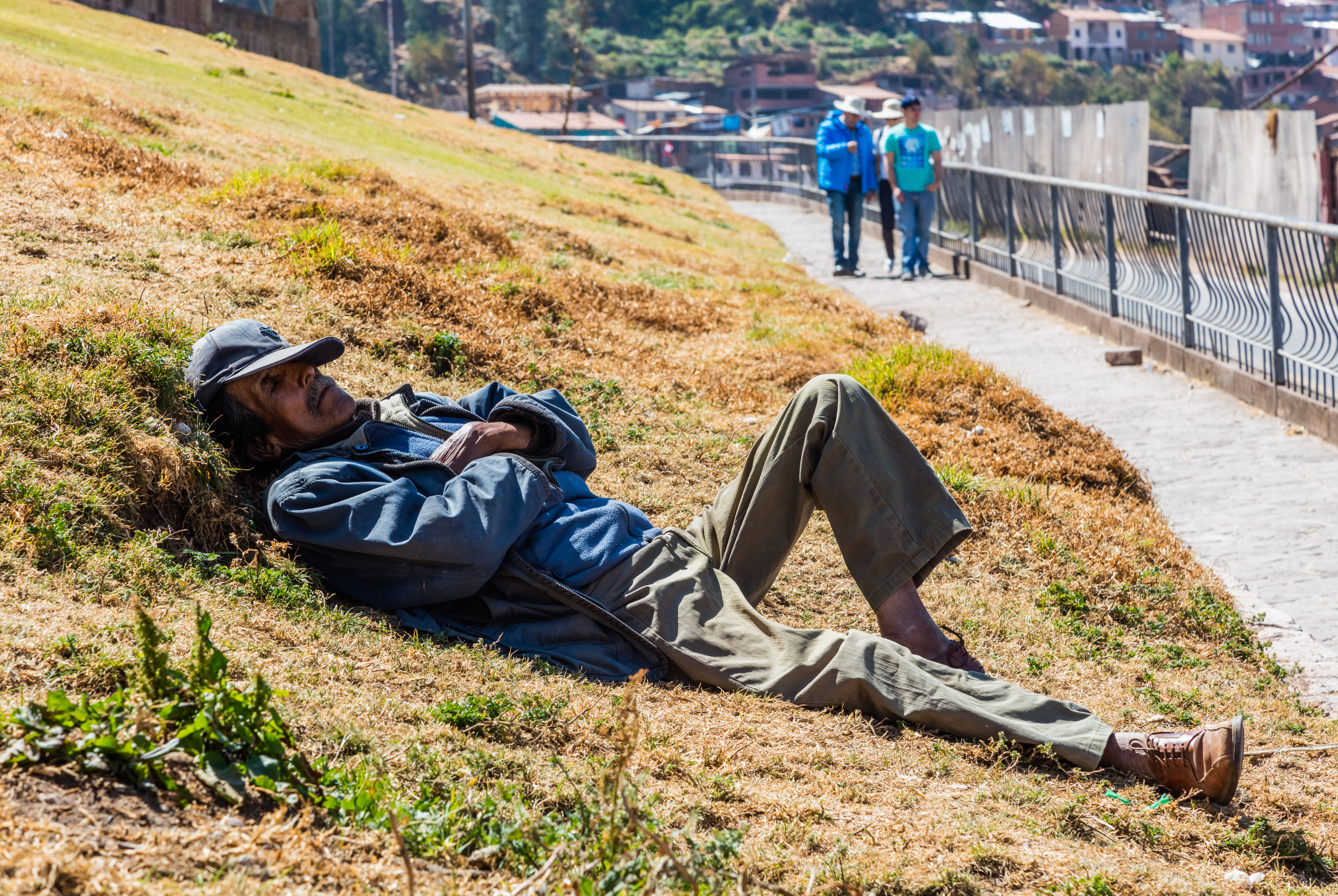
Siesta en San Cristóbal, Cusco, Perú.

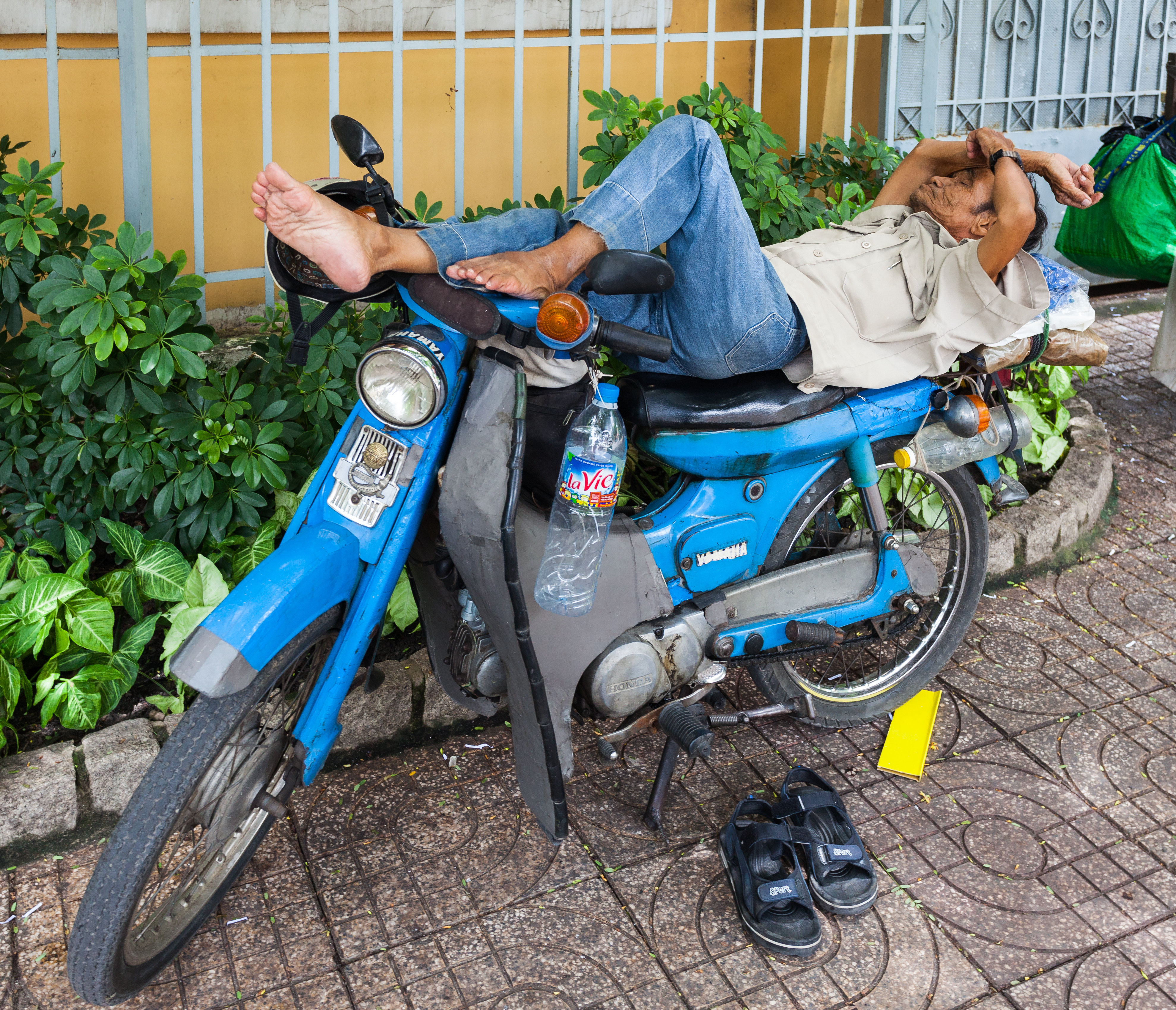
Siesta sobre una moto en Vietnam.

La siesta es una costumbre consistente en descansar algunos minutos o un par de horas, después de haber tomado el almuerzo, entablando un corto sueño con el propósito de reunir energías para el resto de la jornada o resistir una noche larga.
Algunos toman siestas en respuesta a la pérdida de sueño (es decir, siestas de reemplazo) o en preparación para la pérdida de sueño (es decir, siestas profilácticas), otros simplemente toman siestas para disfrutar (es decir, siestas apetitivas).

## Características
Está presente en partes del sur de Europa e Hispanoamérica, pero también en China, Taiwán, Filipinas, India, Oriente Medio y África del Norte. Esta palabra viene de la hora sexta romana, que designa la hora solar sexta, correspondiente a las 12 del mediodía. Con respecto al tiempo, esta puede variar desde 20 minutos a 4 horas, o sea, alrededor de las 12 h., momento en el cual se hacía una pausa de las labores cotidianas para descansar y reponer fuerzas. Esto en parte responde, a que entre las 12 h. y las 16 h. en muchas regiones templadas y subtropicales hace demasiado calor para el trabajo en el campo a pleno sol, razón por la cual los campesinos trabajaban a primeras horas de la mañana y a última de las tardes cuando el sol no es tan intenso.
La siesta también tiene una explicación biológica. Es una consecuencia natural del descenso de la sangre después de la comida desde el sistema nervioso al sistema digestivo, lo que provocaba una consiguiente somnolencia. Teniendo en cuenta lo copiosas que suelen ser las comidas españolas frente a otras rutinas y regímenes alimenticios europeos[cita requerida] que distribuyen las comidas abundantes más hacia el principio de la jornada, y a la propia cronobiología: independientemente de haber comido o no, la depresión postprandial es un elemento que surge tras aproximadamente ocho horas tras el despertar. Por otra parte, en los trópicos, en ese lapso es cuando hace más calor, e incluso los animales retornan a sus guaridas para descansar.[cita requerida]
No solo tiene una explicación biológica, sino que dormir la siesta está en nuestros genes. Un nuevo estudio del Hospital General de Massachusetts descubrió que un total de 123 partes del genoma humano tienen relación con la siesta e influyen en la decisión de una persona de dormir la siesta o no. Es decir, hay algunas personas que, según su genética, son más propensas a dormir la siesta que otras.
Está demostrado científicamente que una siesta de no más de 30 minutos (más tiempo puede trastocar el reloj biológico natural y causar insomnio por la noche) mejora la salud en general y la circulación sanguínea (aunque esto es discutible: hay estudios epidemiológicos serios que afirman que fomenta el infarto de miocardio) y previene el agobio, la presión o el estrés. Se ha encontrado que diferentes riesgos para la salud (enfermedades cardiovasculares, infarto, diabetes, etc.) tienen correlación con las siestas habituales, especialmente en personas mayores. Las siestas habituales también son un indicador de degradación neurológica, como la demencia en los ancianos, ya que la reducción de la función cerebral provoca más somnolencia.

### Beneficios de las siestas
La investigación sugiere que las siestas más cortas y habituales después de la instrucción ofrecen los mayores beneficios para el aprendizaje. Los beneficios para el estado de alerta no muestran cambios en función de la duración de la siesta para combatir la caída posterior al almuerzo, incluso para siestas de tan solo 10 minutos. La siesta mejora el estado de alerta en adultos, jóvenes y adolescentes durante las actuaciones de la tarde, lo que afecta la eficiencia. Además, los preadolescentes que toman siestas regularmente durante el día demuestran dormir mejor por la noche. En los niños más pequeños, la siesta aumentaba la somnolencia incluso al tiempo que mejora la recuperación de la memoria.
En algunos estudios, las "siestas de reemplazo" mejoraron el rendimiento tanto físico como cognitivo, independientemente del tipo de ejercicio. Sin embargo, las "siestas profilácticas" solo mejoraron las actuaciones de salto, fuerza, carrera de sprint repetido, atención y tiempo de reacción. Tomar siestas todos los días mejoró el rendimiento físico a corto plazo en 10 estudios, el rendimiento de resistencia en 3 estudios y las habilidades específicas en 2 estudios. Oportunidades de siestas más largas dieron como resultado una mayor mejora en el rendimiento físico y una menor fatiga inducida.
Para los estudiantes de todas las edades, las siestas durante el día escolar mostraron beneficios en el tiempo de reacción y el recuerdo de la memoria declarativa de nueva información, especialmente si las siestas se mantienen en el sueño de ondas lentas, es decir, menos de una hora de duración.
Además, favorece la memoria y los mecanismos de aprendizaje y proporciona la facultad de prolongar la jornada de trabajo al poderse resistir sin sueño hasta altas horas de la noche con poca fatiga acumulada.
Personajes como Albert Einstein cantaron sus alabanzas y Winston Churchill, que aprendió la costumbre en Cuba, fue un entusiasta cultivador de la misma, con la consecuencia inesperada de que sus colaboradores quedaban rendidos cuando le veían a él tan fresco a las dos de la madrugada y con ganas de trabajar más, durante los días de la Segunda Guerra Mundial. Uno de los escritores más importantes de la literatura española del siglo XX, premio Nobel, Camilo José Cela, con su sarcasmo habitual, ensalzó la práctica y disfrute de esta costumbre tan española. El novelista decía de la siesta que había que hacerla "con pijama, Padrenuestro y orinal".

## Recomendaciones

### Tiempo y latencia del sueño
Además de la fatiga y la pérdida de sueño, el ciclo circadiano desempeña un papel en la creciente demanda de siestas durante el día: la somnolencia aumenta hacia la mitad de la tarde, por lo que el mejor momento para las siestas es a primera hora de la tarde.
La latencia del sueño se refiere al tiempo que tarda una persona en quedarse dormida después de intentar hacerlo. Con respecto a este punto, un estudio demuestra que la latencia del sueño es más corta cuando se toma una siesta entre las 3 p. m. y las 5 p. m. en comparación con una siesta entre las 7 p. m. y las 9 p. m.

### Duración e inercia del sueño
The Sleep Foundation y Harvard Health Publishing recomiendan siestas de 20 a 30 minutos para adultos, mientras que los niños pequeños y las personas mayores pueden necesitar siestas más largas (2 a 2,5 horas).
Es más probable que se beneficie en términos de esos dos puntos cuando duerme moderadamente por la tarde. La inercia del sueño se refiere a “el tiempo temporal de somnolencia, desorientación y deterioro del rendimiento cognitivo experimentado al despertar.” Según la investigación, el grado en que una persona experimenta la inercia del sueño difiere en las diferentes duraciones de la siesta. Debido a que la inercia del sueño posiblemente se deba al despertar del sueño de onda lenta (SWS), es más probable que suceda cuando uno tiene una siesta más larga. Por ejemplo, la investigación sugiere que una siesta de 10 minutos no mostró inercia del sueño, mientras que una siesta de 30 minutos sí. Otro estudio también explica que la inercia del sueño es menos intensa después de siestas cortas.
Además, la investigación ha demostrado que los beneficios de la siesta dependen del inicio del sueño y las fases del sueño en lugar del tiempo y la duración.
Además, Dinges et al. (1987) encontraron que cuanto mayor es la deuda de sueño, menos efectivas son las siestas.

#### Otros aspectos importantes
Por mucho que los hábitos de siesta varíen entre individuos, profesiones y culturas, los beneficios de las siestas durante el día pueden verse influenciados por las características fisiológicas (edad, género, etc.) y la naturaleza de la tarea (horario, instrucciones, etc.). No parece haber consenso entre los científicos con respecto a las mejores prácticas para los siestas. A continuación, se incluyen algunas recomendaciones desde la perspectiva de la neurociencia, según The Sleep Foundation, Psychology Today y Harvard Health Publishing; sin embargo, conviene consultar personalmente con el personal médico para regular los comportamientos de siesta de cada individuo.
- Establecer un ambiente propicio para dormir: es más fácil tomar una siesta cuando el lugar está oscuro, tranquilo y fresco. Las cortinas, las máscaras para los ojos, los tapones para los oídos o la música suave ayudan.
- Comprender las propias necesidades físicas y ponerse cómodo: no te sientas culpable por estar tomando una siesta y no te preocupes por quedarte dormido durante la siesta. ¡Descansar un poco sigue siendo útil!
- Poner una alarma: para prevenir el impacto negativo de la inercia del sueño y la latencia del sueño, es importante despertarse a tiempo.

## Siesta del carnero
Aquella siesta que se duerme antes de comer se conoce como siesta del carnero y también del borrego o canóniga.
"En invierno al imitador humero y en verano la siesta del carnero."[cita requerida]

### Canadá

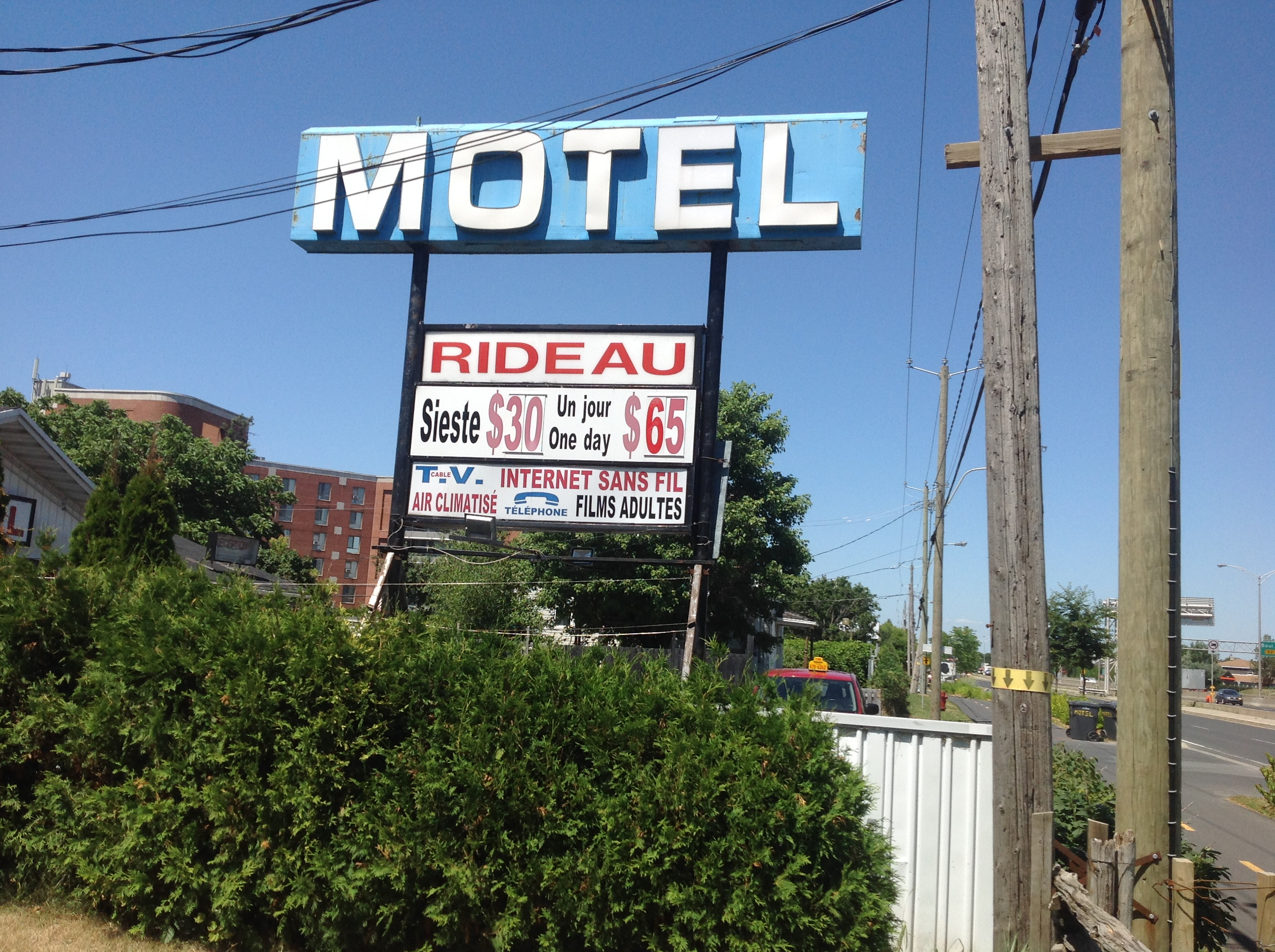
Motel Rideau, ubicado en el 8700 del boulevard Marie-Victorin, Brossard, Quebec, Canadá, anunciando tarifas de siesta y tarifas de noche.

Algunos hoteles y moteles canadienses anuncian tarifas de "siesta" por la ocupación de una habitación durante unas horas.